# Exilisia olivascens
Exilisia olivascens är en fjärilsart som beskrevs av De Toulgoët 1954. Exilisia olivascens ingår i släktet Exilisia och familjen björnspinnare. Inga underarter finns listade i Catalogue of Life.